# 道仏テレビ中継局
道仏テレビ中継局（どうぶつテレビちゅうけいきょく）は、青森県三戸郡階上町に置かれているデジタルテレビ放送の中継局。

## 送信施設概要

### デジタルテレビ放送
| リモコン 番号 | 放送局名         | チャンネル 番号 | 空中線 電力 | ERP   | 偏波面   | 放送対象地域 | 放送区域 内世帯数 | 運用開始日      |
| ------------- | ---------------- | --------------- | ----------- | ----- | -------- | ------------ | ----------------- | --------------- |
| 1             | RAB 青森放送     | 48              | 1W          | 10.5W | 水平偏波 | 青森県       | 約2,300世帯       | 2010年 11月29日 |
| 2             | NHK 青森教育     | 35              | 1W          | 10.5W | 水平偏波 | 全国         | 約2,300世帯       | 2010年 11月29日 |
| 3             | NHK 青森総合     | 40              | 1W          | 10.5W | 水平偏波 | 青森県       | 約2,300世帯       | 2010年 11月29日 |
| 5             | ABA 青森朝日放送 | 49              | 1W          | 10.5W | 水平偏波 | 青森県       | 約2,300世帯       | 2010年 11月29日 |
| 6             | ATV 青森テレビ   | 52              | 1W          | 10.5W | 水平偏波 | 青森県       | 約2,300世帯       | 2010年 11月29日 |

- 所在地： 階上町赤保内[1]
- 放送区域： 八戸市及び階上町の各一部[1]（階上町道仏地区など[2]）
- 2010年9月28日に予備免許が交付され[3][4]、10月下旬より試験電波を発射、11月25日に本免許が交付され[5]、11月29日に本放送を開始した[5]。なお、ATVとABAはデジタル新局として開設された。
- 道仏局の放送区域は当初八戸局によってカバーされることになっていたが、2009年6月25日にロードマップが変更され[6]、受信状態改善のために道仏局がデジタル新局として設置されることになった。